# Rue Delouvain
La rue Delouvain est une voie du 19e arrondissement de Paris, en France.

## Situation et accès
La rue Delouvain est une voie publique située dans le 19e arrondissement de Paris. Elle débute au 16, rue de la Villette et se termine au 11, rue Lassus.

## Origine du nom

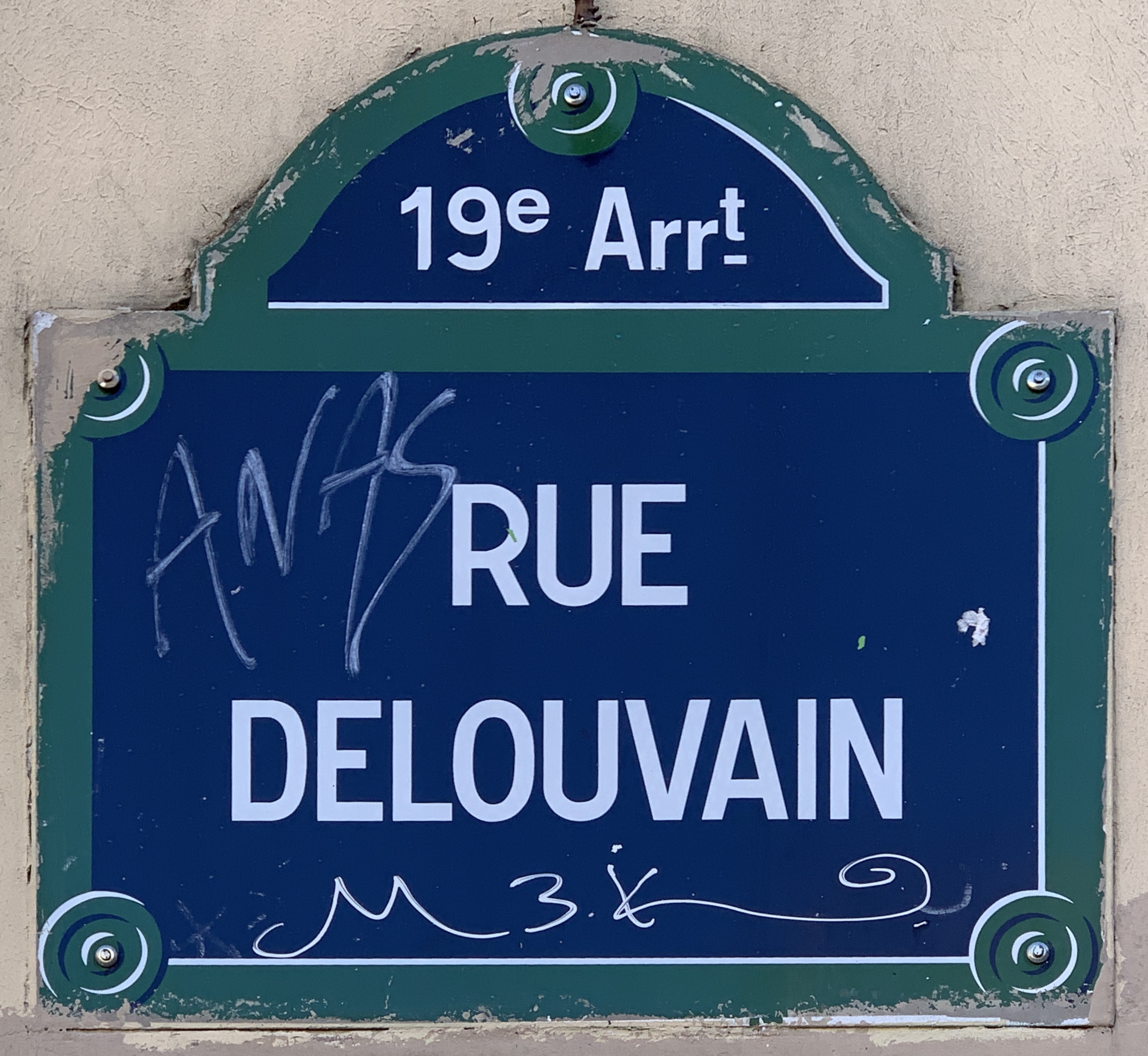
Plaque de la rue.

Elle porte le nom de Pierre-Hubert Delouvain (1767-1834), propriétaire de l'établissement L'Île d'amour qui servit provisoirement de mairie à l'ancienne commune de Belleville.

## Historique
Cette voie de l'ancienne commune de Belleville est ouverte, sous sa dénomination actuelle, par une ordonnance du 6 avril 1840, puis classée dans la voirie parisienne par le décret du 23 mai 1863. 